# Tony Adams (productor)
Anthony Patrick Tony Adams (15 de febrero de 1953 - 22 de octubre de 2005), productor de cine, teatro y televisión irlandés, aficando en Estados Unidos.

## Biografía
Nació en 15 de febrero de 1953 en Dún Laoghaire. Era miembro de una familia numerosa. Tenía ocho hermanos, con los que se inició en el mundo del teatro, por expreso deseo de su padres.
Su carrera cinematográfica comenzó a los 19 años, en 1972. Adams era profesor de los hijos del director John Boorman, quien lo contrató como asistente de dirección mientras rodaba su película Deliverance.
Durante el rodaje, entabló amistad con la estrella del film, Burt Reynolds, quien, gracias a sus influencias, le ayudó a obtener un trabajo en Florida. Gracias a este trabajo, Adams pudo permanecer en América y estudiar en el Atlantic College de Palm Beach (Florida).
Más adelante, mientras trabaja en la Universidad de Pepperdine, conoce al director Blake Edwards y a su esposa, Julie Andrews, con quienes establece una sólida amistad. Adams se convirtió en productor asociado de Edwards en las entregas de la pantera rosa de finales de los 70: El regreso de la pantera rosa (1975), La pantera rosa ataca de nuevo (1976) y La venganza de la pantera rosa (1978).
La carrera de Adams correrá paralela a la de Edwards, trabajando, en lo referente al cine, en exclusiva con él. No produjo ninguna película en la que no estuviera al mando éste. Sólo se aleja de su tutela en el caso del teatro, de Broadway, donde fue socio fundador de la Hello Entertainment.
En este sentido, Adams fue el gran impulsor de la adaptación en Broadway del éxito cinematográfica de Victor Victoria. Además, él convenció a Julie Andrews de que ella misma debía volver a ponerse al frente del reparto y a Edwards para asociarse en la producción. En Broadway, el musical Víctor/Victoria volvió a ser un gran éxito.
A partir de 1993, cuando Edwards, debido a su fatiga crónica dejó de dirigir con regularidad, Adams se centró en el teatro y dejó de lado el cine.
Tony Adams se casó con la actriz Anne Runolfsson y fue padre de 4 hijos.
Tony Adams murió el 22 de octubre de 2005 en Nueva York, en el Hospital Monte Sinaí de Manhattan tras un ataque apopléjico hemorrágico, siendo, a pesar de su gran trayectoria, un hombre relativamente joven, pues falleció con 52 años.
Como curiosidad, señalar que Adams coqueteó con la interpretación, realizando un pequeño papel en la película  Aladino (Aladdin) de Bruno Corbucci. Producida por Ugo Tucci y protagonizada por Bud Spencer. Adams, además, tuvo un pequeñísima intervención en El regreso de la pantera rosa de Blake Edwards (1975).

## Filmografía
Todas las películas están dirigidas por Blake Edwards.
1. 1975 - El regreso de la pantera rosa (The Return of the Pink Panther). (Productor asociado)
2. 1976 - La pantera rosa ataca de nuevo (The Pink Panther Strikes Again). (Productor asociado).
3. 1979 - 10, la mujer perfecta (10).
4. 1981 - Sois hOnrados Bandidos (S.O.B). En Argentina, el título fue traducido como Se acabó el mundo.
5. 1982 - Tras la pista de la pantera rosa (Trail of the Pink Panther).
6. 1982 - Victor Victoria.
7. 1983 - Mis problemas con las mujeres (The Man Who Loved Women).
8. 1983 - La maldición de la pantera rosa (Curse of the Pink Panther).
9. 1984 - Micki y Maude (Micki + Maude).
10. 1986 - El gran enredo (A Fine Mess). En Argentina, el título fue traducido como Un desparrame memorable.
11. 1986 - Así es la vida. (That’s Life!). En Argentina, el título fue traducido como Esto es vida.
12. 1987 - El detective angelical (Justin Case) Telefilm dirigido por Edwards.
13. 1987 - La venganza de la pantera rosa (Revenge of the Pink Panther (1978) (Productor ejecutivo).
14. 1987 - Cita a ciegas ( Blind Date (1987) (producer)
15. 1988 - Sunset (Sunset). En Argentina, el título fue traducido como Asesinato en Hollywood.
16. 1989 - Peter Gunn (Peter Gunn).
17. 1989 - Skin Deep.
18. 1991 - Switch
19. 1993 - El hijo de la pantera rosa (Son of the Pink Panther).

## Serie de Televisión
- Julie de ABC. Estrenada en mayo de 1992. Una sola temporada. Dirigida por Edwards y con Julie Andrews, que le da nombre, como principal reclamo.

## Documentales sobre Broadway para la televisión
- My favorite Broadway: The leading ladies (1999)(Coproductor y productor ejecutivo).
- The lullaby of Broadway: Opening night on 42nd Street (2001). (Productor ejecutivo).
- My favorite Broadway: The love songs (2001). (Productor).